# Al-Qastalli
Ahmad ibn Muhammad ibn Darray al-Qastalli (Algarve 958- Denia 1030) est un poète andalou, auteur de poésie de type héroïque et panégyrique consacrée aux exploits d'Almanzor puis à Mundir I de Saragosse.